# Julglöd
Julglöd är ett julalbum från 1989 med Janne Schaffer, Leif Strand, Bo Westman och Nacka Sångensemble. År 2002 gavs albumet ut på nytt som CD med Janne Schaffer, Leif Strand, Björn J:son Lindh och Nacka Sångensemble. På nyutgåvan finns även låtarna Som ett nyfött barn av Janne Schaffer och Adventsland av Björn J:son Lindh.

## Låtlista
1. Bereden väg för herran
2. Gläns över sjö och strand
3. Av himlens höjd
4. Away in a manger
5. Ding dong
6. Klang min vackra bjällra
7. När juldagsmorgon glimmar
8. Stilla natt
9. Dotter Sion
10. Det är en ros utsprungen
11. Härlig är jorden
12. Jungfru Maria till Betlehem gick
13. Rocking
14. Vi ska ställa till en roliger dans/Räven raskar över isen

## Medverkande[2]
- Alt Sång [Alt 1] – Agneta Moberg, Eva Trus, Joy Roberts, Lotta Vig
- Alto Sång [Alt 2] – Elisabeth Ahlén, Marie Källgård, Ulla Odén, Ulrika Gudmundsson
- Kör – Nacka Sångensemble
- Dirigent, Synthesizer – Leif Strand
- Cover – Ermalm's Egenart
- Kontrabas – Lars Danielsson (3) (låt: 1, 3 till 7, 9, 13-14)
- Trummor, Percussion – Per Lindvall (låt: 1, 5 till 7, 9, 13 till 14)
- Elektrisk Gitarr, Gitarr, Synthesizer, Akustisk gitarr, Gitarr [Sitar] – Jan Schaffer* (låt: 1 till 6, 8, 10 till 14)
- Flöjt, Sopran Blockflöjt – Björn J:son Lindh (tracks: 3, 5 till 6, 13 till 14)
- Lacquer Cut By – Peter Strindberg
- Foto av – Dan Coleman (5)
- Piccolo Trumpet – Urban Agnas (låt: 9)
- Producent – Jan Schaffer*
- Producent i samarbete med – Bo Westman, Leif Strand
- Inspelad/Mixad av – Leif Allansson
- Sopran Sång  [Sopran 1] – Anna Karin Danielsson, Annica Otterståhl*, Maria Wickman
- Sopran Sång [Sopran 2] – Anna Rydén, Ingegärd Karlsson, Lotta Karlin, Margaretha Ahlén
- Synthesizer, Körledare – Bo Westman
- Solosång - Anna Karin Danielsson (låt 12)